# Eva Maria Martínez Morales
Eva Maria Martínez Morales (Barcelona, 11 de desembre de 1976) és una política catalana, alcaldessa de Vallirana i diputada al Parlament de Catalunya en la XI Legislatura.
És llicenciada en ciències polítiques i de l'Administració per la Universitat Autònoma de Barcelona i té un màster en gestió pública per ESADE, la Universitat Autònoma de Barcelona i la Universitat Pompeu Fabra. Ha treballat com a cap de projectes i analista de producte en empreses de programari implantant projectes de modernització administrativa en entitats locals. Arran d'aquesta experiència, es defineix com a "cirurgiana de l'administració pública".
S'afilià al PSC-PSOE el 2003, i ha estat membre de l'executiva de la Federació del Baix Llobregat. Fou elegida regidora de l'ajuntament de Vallirana a les eleccions municipals de 2003 i 2007. També fou membre del Consell Comarcal del Baix Llobregat. A les eleccions municipals de 2011 fou escollida alcaldessa de Vallirana, càrrec que revalidà a les eleccions de 2015. Alhora fou escollida diputada a les eleccions al Parlament de Catalunya de 2015.